# Steel Products Aage Østergaard
Steel Products Aage Østergaard A/S eller Steel Products A/S er en dansk maskinfabrik og totalleverandør af stålprodukter. Arbejdsprocesserne inkluderer dybtræk, koldflydepresning, stans, rulleforming og bearbejdning. 
Brdr. Madsen Maskinfabrik blev etableret i 1924. Senere skiftede den navn til Aage Østergaard. 
Virksomheden har i dag ca. 300 ansatte og omsætter for 564 mio. kroner (2024). Steel Products Aage Østergaard har hovedkvarter i Horsens.